# American Soccer League (1921-1933)
La American Soccer League  est le nom utilisé par quatre différentes ligues de soccer professionnel aux États-Unis. La première incarnation de cette ligue est établie en 1921 par la fusion de la National Association Football League et de la Southern New England Soccer League. Pendant plusieurs années, elle représente la deuxième ligue sportive la plus populaire au pays. Des conflits avec la United States Football Association et la FIFA, ainsi que le début de la Grande Dépression en 1929 mènent à la dissolution de la ligue au printemps 1933.

## Histoire

### Les origines
La première American Soccer League, qui opère de 1921 à 1933, est la première tentative pour instaurer une ligue professionnelle de soccer aux États-Unis. À l'origine, la ligue se limite au Nord-Est des États-Unis, principalement dans la région du Grand New York et la Pennsylvanie. La ASL est le résultat du regroupement d'équipes en provenance de la National Association Football League et de la Southern New England Soccer League en 1921. Cette initiative fait suite au mécontentement de certaines équipes vis-à-vis de la mauvaise gestion de la NAFBL ainsi que le souhait de la United States Football Association (USFA) de créer une ligue d'élite.

### Conflits avec la fédération
| Saison    | Équipes |
| --------- | ------- |
| 1921-1922 | 8       |
| 1922-1923 | 8       |
| 1923-1924 | 8       |
| 1924-1925 | 12      |
| 1925-1926 | 12      |
| 1926-1927 | 12      |
| 1927-1928 | 12      |
| 1928-1929 | 11      |
| 1929      | 9       |
| 1930      | 11      |
| 1931      | 7       |
| 1932      | 7       |
| 1932-1933 | 9       |

Jusqu'en 1924, la politique soutenue de salaires et niveau de jeu élevés permet l'afflux de talent venus d'Europe, et en particulier d'Écosse et d'Angleterre. Cette concurrence américaine créé des dissensions avec les pays européens et la FIFA émet des menaces d'expulsion envers la USFA. Au seizième congrès annuel de la FIFA, le 4 juin 1927, la USFA et d'autres fédérations arrivent à un accord concernant les transferts de joueurs, sujet originel de discorde. La ASL entre à son tour en conflit avec la USFA lorsque les propriétaires des équipes se plaignent auprès de la fédération qui imposent à toutes les formations de ASL de participer de manière obligatoire à la National Challenge Cup, créant alors un fardeau financier perçu comme inutile par les propriétaires. À l'époque, les rencontres de Challenge Cup ont lieu au cœur de la saison de ASL, forçant les équipes de la ligue à voyager sur de longues distances par train ou bus afin de participer à la compétition avant de retourner dans le nord-est du pays pour les matchs de championnat. Par conséquent, la ASL boycotte l'édition 1924 de la National Challenge Cup. L'année suivante, les équipes de la ligue décident de s'inscrire de nouveau à la coupe après que la USFA ait diminué sa part sur les recettes en billetterie de 33.3% à 15%. Malgré tout, la gronde continue entre la ligue et la fédération. Quand trois équipes de la ASL, notamment le Bethlehem Steel FC, défient la ligue et entrent en compétition en coupe contre l'indication de la ligue, cette dernière les suspend. En réponse, la USFA et la FIFA déclarent la ASL comme une « ligue hors-la-loi ». Cet épisode marque le début de la « Soccer War » (ou « guerre des ligues de soccer »), phénomène régulier dans le contexte sportif nord-américain,,. Les propriétaires d'équipes de la ASL font alors face à la USFA et la FIFA, s'appuyant sur la bonne réputation de la ligue pour continuer à attirer des joueurs talentueux. Si la ASL réussi à conserver son statut dans un premier temps, la USFA finance la création d'une nouvelle ligue, la Eastern Professional Soccer League (ESL), afin de faire un contrepoids à la ASL.  Les trois anciennes formations de ASL ayant fait défection se joignent alors à cette nouvelle ligue en compagnie d'équipes de la Southern New York Soccer Association (SNYSA). La situation amène la SNYSA, sous l'impulsion de Nat Agar, propriétaire des Brooklyn Wanderers de la ASL, à quitter la USFA et s'allier avec la ASL. Malgré l'association de la ASL et de la SNYSA, la création d'une ligue concurrente avec la ESL provoque de sérieuses pertes financières pour la ASL. La ligue se plie finalement aux exigences de la USFA et de la FIFA. À l'automne de la saison 1929-1930, la ESL et la ASL fusionnent pour former la Atlantic Coast League qui commence ses activités au printemps 1930. Après la pause estivale, la ligue est rebaptisée American Soccer League.

### Faillite de la ligue
Mais la chute de la ASL à l'issue de la saison printanière de 1933 est inévitable après plusieurs années de « Soccer War » avec la fédération, cette dernière remportant le conflit et instaurant sa proéminence sur la ASL. Le spectacle offert par cette confrontation entre la ASL et l'association USFA/FIFA contribue fortement à l'idée d'une conspiration avec une organisation européenne comme la FIFA qui cherche à imposer sa vision aux États-Unis. La conséquence de ce conflit est la relégation du soccer comme un sport mineur, puisque contrôlé par des étrangers et fondé sur des lignes ethniques, et ce, pour les décennies à venir,.

### Les équipes de American Soccer League
|  | - Bethlehem Steel FC (1921-1928 puis en 1930) - Boston Soccer Club (1924-1930) - Boston Bears (1931-1932) - Bridgeport Hungaria (1930) - Brooklyn Wanderers (1922-1931) - Brooklyn Hakoah (1929) - Fall River FC (1921-1930) - Providence FC (1924-1931) - Fall River FC II (1931) - Fleisher Yarn (1924-1925) |  | - Hakoah All-Stars(1929-1932) - Harrison FC (1921-1923) - Hartford Americans (1927-1928) - Holyoke Falcos (1921-1922) - Jersey City Celtics (1921-1922) - Jersey City (1928-1929) - Newark Skeeters (1923-1929) - Newark Americans (1930-1932) - New Bedford Whalers (1924-1932) - New York Field Club (1921-1924 puis en 1932) |  | - New York Giants (1923-1932) - New York Americans (1931-1933) - New York Yankees (1931) - Brookhattan (1933) - Pawtucket Rangers (1921-1933) - Philadelphia Field Club (1922-1929) - Queens Bohemians (1932-1933) - Shawsheen Indians (1925-1926) - Springfield Babes (1926-1927) - Todd Shipyards (1921-1922) |

## Palmarès et statistiques

### Palmarès en saison régulière
À partir de la saison 1927-1928, la ligue divise son calendrier en deux phases ne comptant pas forcément pas le même nombre de rencontres. Ainsi, on retrouve deux champions en saison régulière bien qu'aucun trophée ne soit décerné pour l'occasion. À deux reprises, le Fall River FC remporte les deux phases du calendrier et en 1930, sa performance favorise la décision de la ligue de ne pas tenir de séries éliminatoires afin de couronner directement la franchise. Ainsi, certaines saisons ne comportent pas de séries éliminatoires.
| Année     | Vainqueur                           | Fiche (V-N-D) | Pts     | En séries       | Dauphin                            | Fiche (V-N-D)   | Pts     |
| --------- | ----------------------------------- | ------------- | ------- | --------------- | ---------------------------------- | --------------- | ------- |
| 1921-1922 | Philadelphia Field Club             | 17-4-3        | 38      | Pas de séries   | New York Field Club                | 14-5-5          | 33      |
| 1922-1923 | J&P Coats                           | 21-2-5        | 47      | Pas de séries   | Bethlehem Steel FC                 | 18-6-4          | 42      |
| 1923-1924 | Fall River FC                       | 19-6-2-       | 44      | Pas de séries   | Bethlehem Steel FC                 | 17-4-6          | 38      |
| 1924-1925 | Fall River FC (2)                   | 27-12-5       | 66      | Pas de séries   | Bethlehem Steel FC                 | 29-5-10         | 63      |
| 1925-1926 | Fall River FC (3)                   | 30-12-2       | 72      | Pas de séries   | New Bedford Whalers                | 28-5-11         | 61      |
| 1926-1927 | Bethlehem Steel FC                  | 29-8-7        | 66      | Pas de séries   | Boston SC                          | 25-7-12         | 55      |
| 1927-1928 | Boston SC New Bedford Whalers       | 18-7-4 13-8-4 | 43 34   | Finale          | New Bedford Whalers Fall River FC  | 17-7-5 15-5-6   | 41 35   |
| 1928-1929 | Fall River FC (4)                   | 17-9-5 11-6-5 | 43 28   | Pas de séries   | Brooklyn Wanderers Providence      | 18-6-7 12-3-7   | 42 27   |
| 1929      | Fall River FC (5)                   | 15-3-4        | 33      | Pas de séries   | Providence                         | 12-4-6          | 30      |
| 1930      | Fall River FC (6)                   | 19-1-7 13-8-6 | 44 34   | Pas de séries   | New Bedford Whalers                | 12-11-10 15-6-9 | 35 36   |
| 1931      | New York Giants New Bedford Whalers | 10-2-5 14-2-5 | 22 30   | Champion Finale | Brooklyn Wanderers New York Giants | 9-2-5 11-4-5    | 20 26   |
| 1932      | Inconnu                             | Inconnu       | Inconnu | Inconnu         | Inconnu                            | Inconnu         | Inconnu |
| 1932-1933 | Inconnu                             | Inconnu       | Inconnu | Inconnu         | Inconnu                            | Inconnu         | Inconnu |

### Palmarès en séries éliminatoires
| Année     | Vainqueur       | Score         | Finaliste           |
| --------- | --------------- | ------------- | ------------------- |
| 1921-1927 | Pas de séries   | Pas de séries | Pas de séries       |
| 1927-1928 | Boston SC       | 4-2           | New Bedford Whalers |
| 1928-1930 | Pas de séries   | Pas de séries | Pas de séries       |
| 1931      | New York Giants | 3-8 6-0       | New Bedford Whalers |
| 1932-1933 | Inconnu         | Inconnu       | Inconnu             |

### Bilan
| Club                    | Saison régulière | Séries |
| ----------------------- | ---------------- | ------ |
| Fall River FC           | 6                | 0      |
| New Bedford Whalers     | 2                | 0      |
| Boston SC               | 1                | 1      |
| New York Giants         | 1                | 1      |
| Philadelphia Field Club | 1                | 0      |
| J&P Coats               | 1                | 0      |
| Bethlehem Steel FC      | 1                | 0      |

### Meilleurs buteurs
| Saison    | Meilleur buteur              | Équipe                                              | Unités  |
| --------- | ---------------------------- | --------------------------------------------------- | ------- |
| 1921-1922 | Harold Brittan               | Philadelphia Field Club                             | 24      |
| 1922-1923 | Daniel McNiven               | Bethlehem Steel FC                                  | 28      |
| 1923-1924 | Archie Stark                 | New York Field Club                                 | 21      |
| 1924-1925 | Archie Stark                 | Bethlehem Steel FC                                  | 67      |
| 1925-1926 | Andy Stevens                 | New Bedford Whalers                                 | 44      |
| 1926-1927 | Davey Brown                  | New York Giants                                     | 52      |
| 1927-1928 | Andy Stevens                 | New Bedford Whalers                                 | 30      |
| 1928-1929 | János Nehadoma Werner Nilsen | Brooklyn Wanderers Boston SC                        | 30      |
| 1929      | Bill Paterson                | Providence                                          | 27      |
| 1930      | Jerry Best                   | Pawtucket Rangers Fall River FC New Bedford Whalers | 52      |
| 1931      | Bob McIntyre                 | Pawtucket Rangers                                   | 38      |
| 1932 1933 | Inconnu                      | Inconnu                                             | Inconnu |